# Óscar Cortés (Fußballspieler, 1968)
Óscar Fernando Cortés (* 19. Oktober 1968 in Bogotá) ist ein ehemaliger kolumbianischer Fußballspieler. Der Innenverteidiger war in den 1990er Jahren langjähriger Stammspieler bei den Millonarios und wurde in die kolumbianische Fußballnationalmannschaft berufen. Er gehörte zum Kader bei der Fußball-Weltmeisterschaft 1994 in den USA.

## Karriere

### Verein
Cortés begann seine Profikarriere 1988 bei den Millonarios, einem der traditionsreichsten Klubs Kolumbiens. Mit dem Verein erreichte er mehrfach vordere Tabellenplätze und entwickelte sich zu einer festen Größe in der Innenverteidigung. 1995 wechselte er zu América de Cali, bevor er 1997 zu den Millonarios zurückkehrte. Dort beendete er im Jahr 2000 seine aktive Karriere.

### Nationalmannschaft
Óscar Cortés wurde 1993 erstmals in die kolumbianische Nationalmannschaft berufen und gehörte im selben Jahr zum Kader bei der Copa América 1993 in Ecuador. Ein Jahr später wurde er in das Aufgebot für die Fußball-Weltmeisterschaft 1994 in den Vereinigten Staaten aufgenommen. Im Verlauf des Turniers kam er jedoch nicht zum Einsatz. Insgesamt bestritt Cortés zwischen 1993 und 1994 drei Länderspiele für Kolumbien.

### Trainer
Nach seinem Rücktritt im Jahr 2001 und dem Erwerb des Trainerdiploms bei der ATFA (Asociación de Técnicos del Fútbol Argentino) war Cortés zunächst Trainer der Millonarios in der Kategorie Primera C der Difútbol und wurde mit dem Team Vizemeister hinter Once Caldas. Anschließend übernahm er die Profimannschaft der Millonarios während des Torneo Finalización für 15 Spiele. In dieser Zeit erhielt Cortés den Spitznamen „Kinder“, da fast alle Spieler, die er betreute, ihr Debüt gaben oder über sehr wenig Erfahrung verfügten. Lediglich drei Spieler in seinem Kader verfügten über größere Routine; sie waren frühere Weggefährten von ihm.

## Erfolge
Millonarios
- Copa Merconorte: 2001